# Nickorssjön
Nickorssjön är en sjö i Hudiksvalls kommun i Hälsingland och ingår i Nianåns huvudavrinningsområde. Sjön har en area på 0,229 kvadratkilometer och ligger 24 meter över havet. Sjön avvattnas av vattendraget Holmsbäcken (Bäckmoraån).

## Delavrinningsområde
Nickorssjön ingår i det delavrinningsområde (683132-156141) som SMHI kallar för Utloppet av Nickorssjön. Medelhöjden är 35 meter över havet och ytan är 1,84 kvadratkilometer. Räknas de 9 avrinningsområdena uppströms in blir den ackumulerade arean 28,9 kvadratkilometer. Holmsbäcken (Bäckmoraån) som avvattnar avrinningsområdet har biflödesordning 2, vilket innebär att vattnet flödar genom totalt 2 vattendrag innan det når havet efter 6,9 kilometer. Avrinningsområdet består mestadels av skog (50 procent), öppen mark (11 procent) och jordbruk (22 procent). Avrinningsområdet har 0,23 kvadratkilometer vattenytor vilket ger det en sjöprocent på 12,4 procent.